# Боксон
Боксо́н — посёлок в Окинском районе Бурятии. Входит в сельское поселение «Сойотское».

## География
Расположен в 25 км к югу от центра сельского поселения, улуса Сорок, в межгорной котловине на левом берегу реки Оки, ниже впадения в неё реки Боксон, напротив 89-го км автодороги 03К-035 Монды — Орлик, проходящей по правому берегу Оки.

## Население
| 2002 | 2010 |
| ---- | ---- |
| 143  | ↘122 |

## Инфраструктура
Начальная школа-детский сад, сельский клуб, спортивный зал.